# Zvečan (Kosovo)
Zvečan (alb. Zveçan) je gradić u sjevernom dijelu Kosova.